# Maciej Bodnar

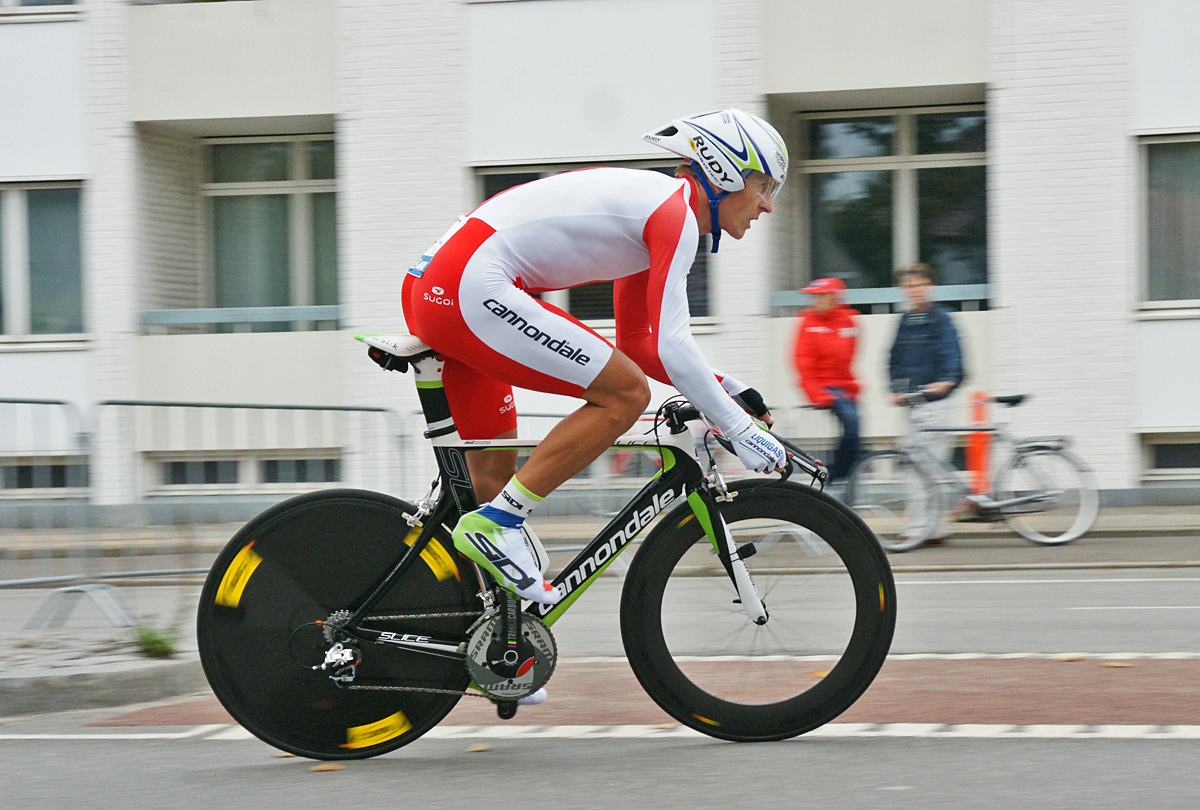
Maciej Bodnar – Mistrzostwa Świata w Kolarstwie Szosowym 2011 w Kopenhadze

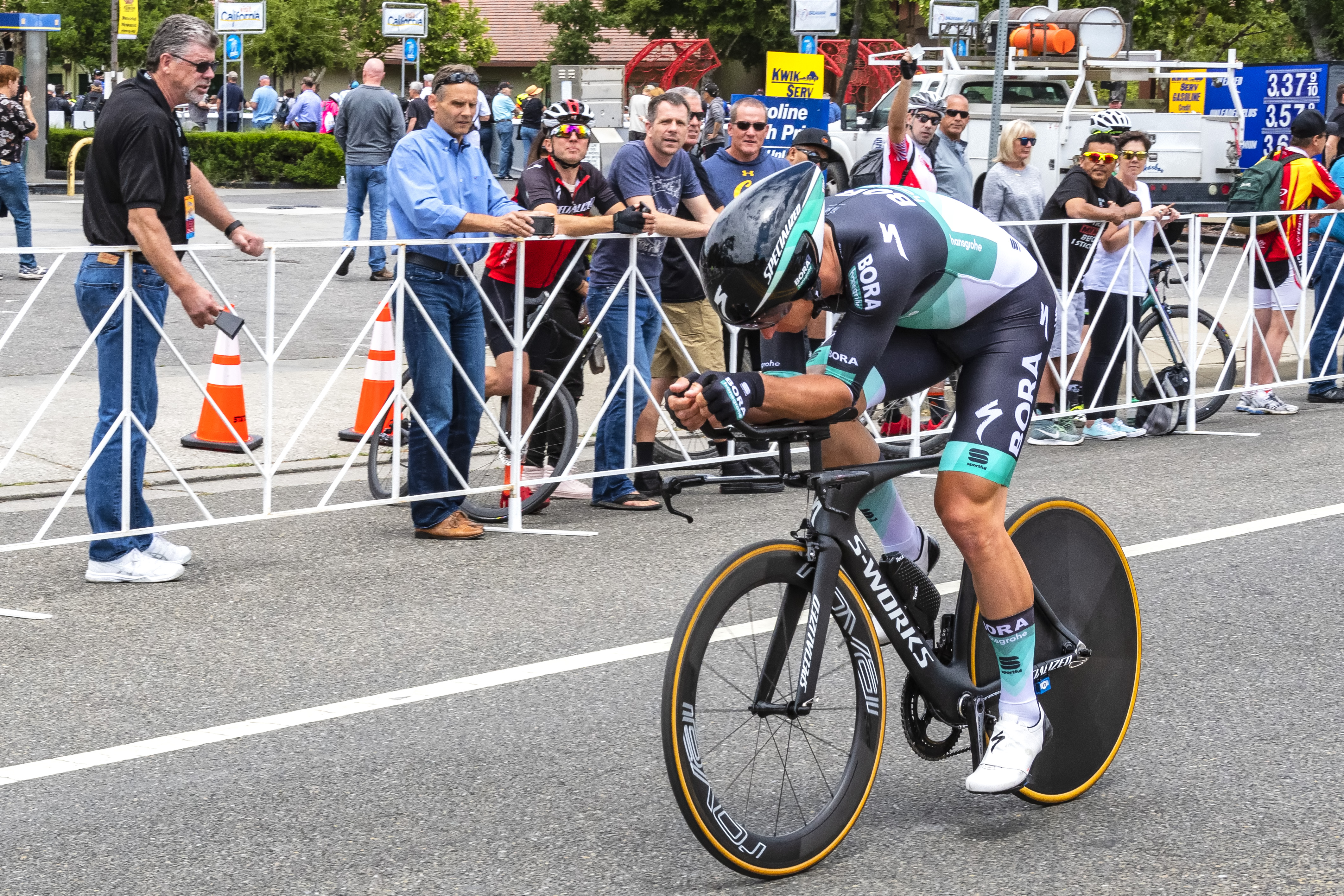
UCI World Tour, 16 maja 2018

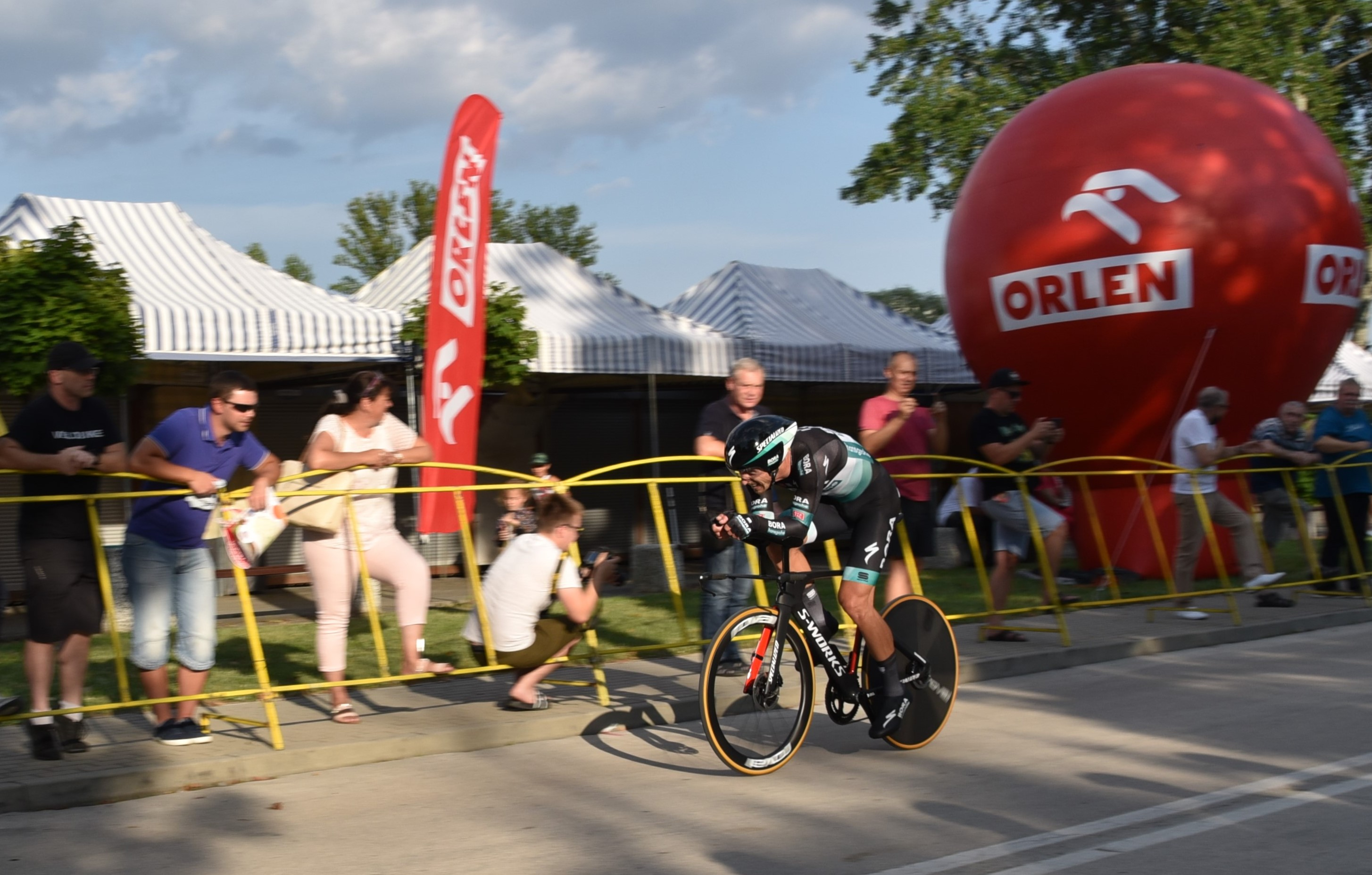
Mistrzostwa Polski 2020, Busko-Zdrój, 20 sierpnia 2020

Maciej Bodnar (ur. 7 marca 1985 w Oławie) – polski kolarz szosowy. Wielokrotny mistrz Polski, specjalizujący się w jeździe indywidualnej na czas. Wicemistrz Europy w jeździe indywidualnej na czas (2017). Olimpijczyk z Londynu (2012), Rio de Janeiro (2016) i Tokio (2020).

## Kariera sportowa
Jest wychowankiem KKS Moto-Jelcz Oława. W 2004 został zawodnikiem Team Moser AH Trentino, następnie jeździł w Team Fidi BC (2006) i UC Basso Piave (2007). Od 2007 przez 8 lat występował w zawodowej grupie Liquigas. W jej barwach startował m.in. w Vuelta a España (2009), zajmując 131. miejsce w klasyfikacji końcowej, a na etapach jazdy na czas odpowiednio 10. i 11. miejsce; Giro d'Italia (2010), zajmując 127. miejsce w klasyfikacji końcowej; Tour de France (2011), zajmując 143. miejsce w klasyfikacji końcowej, Giro d'Italia (2012), zajmując 117. miejsce w klasyfikacji końcowej, a na etapach jazdy indywidualnej na czas odpowiednio 15. i 8. miejsce.
W reprezentacji Polski występował na mistrzostwach świata seniorów (2008 – 36. miejsce w jeździe indywidualnej na czas, wyścigu ze startu wspólnego nie ukończył, 2009 – 59. miejsce w jeździe indywidualnej na czas, 2010 – 9. miejsce w jeździe indywidualnej na czas, wyścigu ze startu wspólnego nie ukończył, 2011 – 55. miejsce w jeździe indywidualnej na czas oraz 154. miejsce w wyścigu szosowym ze startu wspólnego, 2015 – 8. miejsce w jeździe indywidualnej na czas). W 2012 wystąpił na Igrzyskach Olimpijskich w Londynie, zajmując 25. miejsce w jeździe indywidualnej na czas i 84. miejsce w indywidualnym wyścigu szosowym ze startu wspólnego. Na mistrzostwach świata w tym samym roku zajął 4. miejsce w drużynowej jeździe na czas (z drużyną Liquigas-Cannondale) i 26 w jeździe indywidualnej na czas.
Od 2015 do 2016 roku reprezentował barwy grupy Tinkoff-Saxo. W jej barwach odniósł pierwsze zwycięstwo etapowe w wyścigu cyklu UCI World Tour – 5 sierpnia wygrał czwarty etap Tour de Pologne (Jaworzno – Nowy Sącz). Od 2017 roku jeździ w barwach grupy Bora-Hansgrohe.
Wielokrotnie zdobywał medale mistrzostw Polski. Był mistrzem Polski w kat. U-23 w jeździe indywidualnej na czas w 2006 i 2007, mistrzem (2009, 2012, 2013, 2016, 2018, 2019) i wicemistrzem (2008, 2010, 2014) Polski seniorów w tej samej konkurencji. Dwukrotnie zdobywał brązowy medal mistrzostw Polski w wyścigu szosowym ze startu wspólnego (2008 i 2010) oraz srebrny (2018).
Jest młodszym bratem kolarza Łukasza Bodnara.
Wystartował w Tour de France 2017. Na jedenastym etapie z Eymet do Pau, zabrał się w ucieczkę i prawie wygrał etap (został złapany przez peleton 250 metrów przed metą, wygrał wtedy Marcel Kittel), po 4,5h ucieczce. Kilka dni później, podczas tego samego wyścigu wygrał 20. etap w Marsylii, (był to etap jazdy indywidualnej na czas), wyprzedzając Michała Kwiatkowskiego o sekundę. Jest to obecnie jego największy sukces w wyścigu UCI World Tour.
5 grudnia 2023 ogłosił zakończenie seniorskiej kariery.
Od 2025 roku pojawia się na antenach Eurosportu w roli komentatora, eksperta i reportera podczas wyścigów kolarskich.

## Najważniejsze osiągnięcia
2006
- 1. miejsce w mistrzostwach Polski (do lat 23, jazda indywidualna na czas)

2007
- 1. miejsce w mistrzostwach Polski (do lat 23, jazda indywidualna na czas)

2008
- 2. miejsce w mistrzostwach Polski (jazda indywidualna na czas)
- 3. miejsce w mistrzostwach Polski (start wspólny)
- 2. miejsce na 1. etapie Tour de Pologne

2009
- 1. miejsce w mistrzostwach Polski (jazda indywidualna na czas)

2010
- 2. miejsce w mistrzostwach Polski (jazda indywidualna na czas)
- 3. miejsce w mistrzostwach Polski (start wspólny)
- 9. miejsce w mistrzostwach świata (jazda indywidualna na czas)

2012
- 1. miejsce w mistrzostwach Polski (jazda indywidualna na czas)
- 3. miejsce w Driedaagse van De Panne-Koksijde
- 4. miejsce w mistrzostwach świata (wyścig drużynowy na czas)

2013
- 1. miejsce w mistrzostwach Polski (jazda indywidualna na czas)
- 7. miejsce w mistrzostwach świata (jazda drużynowa na czas)

2014
- 1. miejsce na 3. etapie Driedaagse van De Panne-Koksijde (jazda indywidualna na czas)
- 2. miejsce w mistrzostwach Polski (jazda indywidualna na czas)

2015
- 2. miejsce w Tour of Qatar
- 1. miejsce na 4. etapie Tour de Pologne
- 2. miejsce na 17. etapie Vuelta a España (jazda indywidualna na czas)
- 8. miejsce w mistrzostwach świata (jazda indywidualne na czas)

2016
- 1. miejsce w mistrzostwach Polski (jazda indywidualna na czas)
- 4. miejsce w Mistrzostwach Świata (jazda indywidualna na czas)
- 6. miejsce na Igrzyskach Olimpijskich (jazda indywidualna na czas)

2017
- 1. miejsce na 20. etapie Tour de France (jazda indywidualna na czas)
- 2. miejsce w mistrzostwach Europy (jazda indywidualna na czas)

2018
- 1. miejsce w mistrzostwach Polski (jazda indywidualna na czas)
- 2. miejsce w mistrzostwach Polski (start wspólny)

2019
- 1. miejsce w mistrzostwach Polski (jazda indywidualna na czas)

2020
- 2. miejsce w mistrzostwach Polski (jazda indywidualna na czas)

2021
- 1. miejsce w mistrzostwach Polski (jazda indywidualna na czas)

2022
- 1. miejsce w mistrzostwach Polski (jazda indywidualna na czas)

## Starty w Wielkich Tourach
| Grand Tour | 2009 | 2010 | 2011 | 2012 | 2013 | 2014 | 2015 | 2016 | 2017 | 2018 | 2019 | 2020 | 2021 | 2022 |
| ---------- | ---- | ---- | ---- | ---- | ---- | ---- | ---- | ---- | ---- | ---- | ---- | ---- | ---- | ---- |
| Giro       | -    | 127. | -    | 117. | -    | -    | -    | -    | -    | -    | -    | 107. | 136. | -    |
| Tour       | -    | -    | 143. | -    | 114. | 112. | -    | 159. | 116. | 122. | -    | -    | -    | 115. |
| Vuelta     | 131. | -    | -    | 138. | -    | 122. | 140. | -    | -    | -    | -    | -    | -    | -    |

## Odznaczenie
Postanowieniem prezydenta Bronisława Komorowskiego z 16 października 2014 został odznaczony Brązowym Krzyżem Zasługi za zasługi dla polskiego kolarstwa, za znaczące osiągnięcia sportowe.